# Kim Turner
Kim Turner (Birmingham (Alabama), Estados Unidos, 21 de marzo de 1961) es una atleta estadounidense retirada, especializada en la prueba de 100 m vallas en la que llegó a ser medallista de bronce olímpica en 1984.

## Carrera deportiva
En los JJ. OO. de Los Ángeles 1984 ganó la medalla de bronce en los 100 m vallas, con un tiempo de 13.06 segundos, llegando a la meta tras su compatriota la estadounidense Benita FitzGerald, la británica Shirley Strong y empatada con la francesa Michèle Chardonnet.